# Chrysotus soleatus
Chrysotus soleatus är en tvåvingeart som beskrevs av Becker 1922. Chrysotus soleatus ingår i släktet Chrysotus och familjen styltflugor.
Artens utbredningsområde är Peru. Inga underarter finns listade i Catalogue of Life.